# Dynamo.kiev.ua
«Dynamo.kiev.ua» (колишня назва рос. «Динамо» Киев от Шурика (укр. «Динамо» Київ від Шурика)) — український спортивний інтернет-сайт, що був створений у квітні 1998 року. Видання позиціонує себе як «сайт вболівальників, що присвячений не тільки київському „Динамо“, а й усьому українському футболу». 2011 року сайт став переможцем у номінації «Найкраще видання» від Всеукраїнського конкурсу «Вікторія футболу».
Сайт поширює інформацію як про український чемпіонат і кубок, так і про найважливіші іноземні футбольні змагання: чемпіонати Європи і світу, Ліга чемпіонів і Ліга Європи, а також бере інтерв'ю у футболістів, тренерів, створює звіти з прес-конференцій, брифінгів, з ігор «Динамо» і збірної України.

## Популярність
За даними Alexa, станом на 7 червня 2015 року «Dynamo.kiev.ua» за відвідуванням є 247-м сайтом України, його аудиторія складається передусім із відвідувачів саме з України. За даними SimilarWeb, станом на 30 квітня 2015 року сайт за відвідуванням в Україні посідає 381 місце.
| Країна  | Alexa (%) | Країна    | SimilarWeb (%) |
| ------- | --------- | --------- | -------------- |
| Україна | 64.9      | Україна   | 79.22          |
| Таїланд | 9.2       | Росія     | 4.26           |
| Росія   | 5.2       | Німеччина | 4.03           |
| Чехія   | 3.9       | США       | 3.34           |
| США     | 3.4       | Ізраїль   | 2.31           |

## Цікаві факти
- Сайт є одним із офіційних партнерів київського «Динамо», на його платформі працює офіційний магазин «Динамо»[5], а також продаються квитки на матчі[6].